# Hyposmocoma sagittata
Hyposmocoma sagittata là một loài bướm đêm thuộc họ Cosmopterigidae. Đây là loài đặc hữu Kauai.